# Ehrharta longiflora
Ehrharta longiflora là một loài thực vật có hoa trong họ Hòa thảo. Loài này được Sm. mô tả khoa học đầu tiên năm 1789.